# グラディエーター ロード トゥー フリーダム
『グラディエーター ロード トゥー フリーダム』（GLADIATOR -ROAD TO FREEDOM-）は、西暦190年のローマ帝国を舞台にしたアクションRPG。プレイヤーは一人の奴隷剣闘士として、興行師から自らを買い戻し、自由を掴み取る為に闘うことになる。
2005年9月1日には北米版をベースに改良を施した『グラディエーター ロード トゥー フリーダム リミックス』（GLADIATOR -ROAD TO FREEDOM- REMIX）が、
2006年10月19日には同作の廉価版がアーテインベストとして発売された。

## 概要
本作は本格剣闘アクションRPGという公式ジャンル名の通り、コロッセオにおける剣闘士達の生死を賭けた戦いを再現したゲームである。
そのため戦闘に派手さは無いが、攻撃の回避(ドッジ)や武器弾き(パリー)といった素早い判断や、相手の装備を見てどの部位を狙うかを見極める戦略性などが要求されるシステムになっている。

また、プレイヤーは「興行師に買われた」奴隷剣闘士なので、戦闘ではただ勝つだけではなく、観客を盛り上げる試合をしなければならない。連続攻撃をつなげる、連続で敵にとどめを刺す、上述のドッジ、パリーを連続で成功させるなどの行為をすれば、試合の評価は上がっていく。
戦闘方式も一対一のデュエルを始め、各人が自身の生き残りをかけて闘うバトルロイヤル、一対多の状況から生き延びるサバイバル、多対多のチームバトル、人ではなく猛獣と闘うハンティング、歴史上の戦争を再現する模擬戦争と多岐に渡り、それぞれに合わせた戦略や装備、スキルの組み合わせを見つけ出す楽しみがある。

キャラクター育成の自由度が高いのも特徴で、プレイヤー各々が取った戦闘スタイルに合わせてキャラクターが成長していく。スキルの設定やパラメータの割り振りも自由に出来、自分好みのキャラクターを作っていくことが出来る。